# I Miss You (Girl's Day)
I Miss You (in hangŭl 보고싶어) è un EP del gruppo musicale sudcoreano Girl's Day, pubblicato nel 2014.
Si tratta del primo album al mondo pubblicato nel formato smart card.

## Tracce
1. I Miss You (보고싶어) – 3:37
2. Look At Me – 3:40
3. Show You – 4:01
4. I Don’t Mind – 4:48
5. White Day – 3:07

## Formazione
- Sojin – voce
- Yura – rapper, voce
- Minah – voce
- Hyeri – voce